# 麥克默特里鎮區 (密蘇里州道格拉斯縣)
麥克默特里鎮區（英語：McMurtrey Township）是位於美國密蘇里州道格拉斯縣的一個行政鎮區。

## 地方資料
麥克默特里鎮區的面積為92.88平方千米，當中陸地面積為92.81平方千米，而水域面積為0.07平方千米。根據2020年美國人口普查的數據，當地共有人口355人，而人口密度為每平方千米3.82人。